# Wilhelm Tarnogrocki
Friedrich Wilhelm Tarnogrocki, genannt Max Tarnogrocki, bisweilen Tarnagrocki (* 4. September 1904 in Frankenhausen; † 22. Dezember 1993 in Berlin) war ein deutscher Leichtathlet und Olympiateilnehmer über 800 Meter, der in den 1920er-Jahren als Langsprinter und Mittelstreckenläufer aktiv war.

## Sportliche Laufbahn
Tarnogrocki startete für zunächst Zehlendorf 88, dort wurde er wie sein Mannschaftskamerad Fredy Müller von Willi Duttke trainiert. Gemeinsam mit Willy Schumann und Müller lief er in der 3-mal-1000-Meter-Staffel bei den Deutschen Meisterschaften 1925 zum Titel, dabei stellten die drei in 7:44,5 min einen Weltrekord für Vereinsstaffeln auf.
Aus Studiengründen wechselte er nach Dresden zum dortigen Akademischen Sportverein Dresden.
Neben Otto Peltzer, Müller und Hermann Engelhard war Tarnogrocki über 800 Meter der vierte deutsche Teilnehmer an den IX. Olympischen Spielen 1928 in Amsterdam. Dort belegte er im Vorlauf um drei Zehntelsekunden geschlagen Platz vier und schied aus. Bei den Deutschen Meisterschaften zwei Wochen zuvor stand er als Zweiter hinter Engelhard auf dem Siegerpodest, dies blieb seine einzige Einzelmedaille bei Deutschen Meisterschaften. Eine Bronzemedaille gewann er mit der 4-mal-1500-Meter-Staffel Dresdner SC in der Besetzung Tarnogrocki, Vetters, Stahlke, Hans Gaß bei den Deutschen Meisterschaften 1932.
In den Bestenlisten des Stadtverbandes Leichtathletik Dresden e.V. wird er heute noch über 400 Meter mit einer Zeit von 50,2 s geführt, erzielt am 7. September 1927 in Dresden. Seine persönliche Bestzeit über 800 Meter erzielte er am 5. Juli 1928 in Düsseldorf in 1:54,4 min.

## Sonstiges
Nach seiner Sportkarriere und dem Abschluss seines Jurastudiums wurde er promoviert und arbeitete danach als Steuerberater. Dem Verein TSV Zehlendorf 88 blieb er als Abteilungsleiter Leichtathletik von 1960 bis 1962 verbunden.

## Publikation
- Wilhelm Tarnogrocki: Einflüsse der Fließarbeit auf den betrieblichen Güterverbrauch und das interne Rechnungswesen industrieller Betriebe. Leipzig 1932. (Dissertation)